# Leptobrachella
Leptobrachella es un género de anfibios perteneciente a la familia Megophryidae.  Se distribuyen por Borneo y las islas Natuna.

## Especies
Se reconocen las 25 siguientes según ASW:
- Leptobrachella albomarginata Wu, Yu, Kilunda, Murphy & Che, 2025[1]
- Leptobrachella aurantirosea Nguyen, Le, Nguyen, Quoc, Orlov, Bezman-Moseyko, Le, Nguyen et Ziegler, 2024.[2]
- Leptobrachella baluensis Smith, 1931.
- Leptobrachella brevicrus Dring, 1983.
- Leptobrachella chishuiensis Li, Liu, Wei & Wang, 2023.[3]
- Leptobrachella dayaoshanensis Chen, Yu, Meng & Qin, 2024.[4]
- Leptobrachella dushanensis Li, Li, Cheng, Liu, Wei & Wang, 2024[5]
- Leptobrachella guinanensis Chen, Li, Peng & Liu, 2024[6]
- Leptobrachella huynhi Hoang, Luong, Nguyen, Nguyen, Ninh, Le, Ziegler & Pham, 2024.[7]
- Leptobrachella jinshaensis Cheng, Shi, Li, Liu, Li & Wang, 2021.[8]
- Leptobrachella juliandringi Eto, Matsui & Nishikawa, 2015.[9]
- Leptobrachella mjobergi Smith, 1925.
- Leptobrachella natunae (Günther, 1895).
- Leptobrachella palmata Inger & Stuebing, 1992.
- Leptobrachella parva Dring, 1983.
- Leptobrachella phiadenensis Luong, Hoang, Pham, Ziegler & Nguyen, 2023.[10]
- Leptobrachella phiaoacensis Luong, Hoang, Pham, Ziegler & Nguyen, 2023.[10]
- Leptobrachella korifi Matsui, Panha & Eto, 2023.[11]
- Leptobrachella serasanae Dring, 1983.
- Leptobrachella sinorensis Matsui, Panha & Eto, 2023.[11]
- Leptobrachella weixinensis Liu, Chen, Xu & Wu, 2025[12]
- Leptobrachella wumingensis Chen, Peng, Li & Yu, 2023[13]
- Leptobrachella xishuiensis Luo, Deng & Zhou, 2025[14]
- Leptobrachella yongshunensis Huang, Wu, Jiang & Zhang, 2025[15]
- Leptobrachella yunyangensis Luo, Deng & Zhou, 2022[16]